# Eilema praecipua
Eilema praecipua är en fjärilsart som beskrevs av Walker 1864. Eilema praecipua ingår i släktet Eilema och familjen björnspinnare. Inga underarter finns listade i Catalogue of Life.